# Max Porter (escritor)
Max Porter (High Wycombe, 1981) é um escritor e editor inglês.
É conhecido por seu livro de estreia, Grief is the Thing with Feathers (2015).

## Biografia
Porter nasceu em High Wycombe, no condado de Buckinghamshire, em 1981. Aos seis anos, perdeu o pai. Tem mestrado em História da Arte pelo Instituto Courtauld, de Londres. Antes de trabalhar como escritor em tempo integral, Porter era dono de uma pequena livraria em Chelsea da rede Daunt Books. Foi ainda diretor editorial da editora Portobello Books, até 2019. Em 2019, Porter foi nomeado curador convidado do Festival Literário de Cheltenham.

## Vida pessoal
Porter vive nos arredores da cidade de Bath, com a esposa e três filhos de dez, sete e quatro anos.

## Obras

### Grief is the Thing with Feathers
Seu livro de estreia, Grief is the Thing with Feathers, publicado em 2015, é um híbrido entre prosa e poesia, sobre um corvo que visita uma família de luto. O livro fala de dois meninos que acabaram de perder a mãe e agora só têm o pai. Enquanto estão tentando entender a morte da mãe, eles são visitados por um corvo. Inspirado na poesia de Ted Hughes, principalmente em Crow: From Life and Songs of the Crow, publicada pela primeira vez em 1970 e com um título derivado do poema "Hope is the thing with feathers" de Emily Dickinson, o livro ganhou o Prêmio Sunday Times Young Writer of the Year, em 2016. Ganhou também o Books Are My Bag Readers' Awards na categoria Ficção e Prêmio Dylan Thomas para novos autores. Foi finalista do Prêmio Guardian First Book e do Prémio Goldsmiths de escrita experimental.
Grief is the Thing with Feathers foi adaptado para o teatro no mesmo ano por Porter, com direção de Enda Walsh, estrelando Cillian Murphy. A peça estreou em Dublin, em 25 de março de 2019, tendo sido apresentada também em Londres e Nova Iorque. A peça não mudou o final nem trocou cenas por outras, mantendo-se fiel ao enredo. Cillian Murphy ganhou o Prêmio Irish Times Theatre de Melhor Ator por sua performance como o pai enlutado.
O livro será publicado no Brasil em 2021 com o título Luto Sem Medo, pela Somos Livros.

### Lanny
Em março de 2019, seu segundo livro, Lanny, foi publicado pela Faber & Faber. Ele foi finalista dos prêmios Wainwright, do Man Booker e do Gordon Burn de 2019. O livro narra a história de uma família que mora em um vilarejo onde pessoas vivas e mortas são suas vizinhas e de um menino com o dom da amizade e que encanta aqueles que estão ao seu redor. A obra analisa o meio rural inglês e o mito da infância em resposta à divisão social e à crise ecológica e está sendo adaptado para o cinema, estrelando Rachel Weisz.

### The Death of Francis Bacon
Em 2021, Porter lançou The Death of Francis Bacon, trabalho que repete o estilo de seu primeiro livro, um misto de prosa e poesia, que narra os últimos dias do pintor Francis Bacon em Madri, escrito de maneira poética que simula o estilo de Bacon na pintura. Porter disse que a escrita é uma tentativa de escrever como uma pintura, uma tentativa de replicar a luta e o pensamento e também a energia do artista.

### Romances
- Grief is the Thing with Feathers (2015)
- Lanny (2019)
- The Death of Francis Bacon (2021)

### Contos
- 'Eltham Palace', na coletânea Eight Ghosts: The English Heritage Book of New Ghost Stories (2017)[21]
- 'Brother: State of Mind', na Revista Granta[22]
- 'The Part-Time Countryman', na coletânea Pursuit: The Balvenie Stories Collection (2019)[23]
- 'Even As We Plunged Down the Hill', na coletânea We'll Never Have Paris (2019)
- RAT (Flash Fiction), na TANK Magazine[24]

### Poesias
- "Kneeling Shepherd (i.m. David Miller)", no The Guardian (2017)[25]
- "Jerome's Study", com Catrin Morgan, Prototype Publishing (2018)[26]
- "Myth of the Mole", com S.J. Fowler, em POETRY (2019)[27]

### Não-ficção
- 'Interview with Alice Oswald', em The White Review (2014)[28]
- 'Dying on the Toilet', ensaio sobre a tela "Triptych May–June 1973", de Francis Bacon (2016)[29]
- 'When I Lost My Father, I Lost His Voice Too', ensaaio no BuzzFeed (2016)[30]
- Studies for Studies (2017, com Catrin Morgan)[31]
- Jerome’s Study (2018, com Catrin Morgan)[32]
- 'Max Porter on Paul McCarthy's 'Piccadilly Circus: Fan Letter', [[Frieze Magazine), número 200 (2019)[33]
- Introduction to Time Lived, Without Its Flow por Denise Riley (Picador, 2019)
- 'How My Son's Love for Crystal Palace Made Me Fall For Football', ensaio autobiográfico na Mundial Mag[34]
- 'It Could Be Any Book' em The Gifts of Reading: An Anthology of Essays About the Joys of Reading, Giving and Receiving Books, editador por Jennie Orchard (2020)[35]
- 'Spirit D'escalier the Size of a Country', para a série de Aitken Alexander Isolation (Abril 2020)[36]
- 'It's So Good' (março 2021)[37]
- 'Poo Fairy' (March 2021) [38]

### Vários
- 'Ground', em Nicola Hicks: Keep Dark (2018)[39]
- It’s Going To Be A Bright New Day: Would You Rather, com Bonnie Prince Billy (2020, panfleto)[40]
- Lyrics for 'Bed in the River' por Joan Shelley (maio de 2020)[41]
- 'MAN' and 'WOMAN' letra para o álbum DEAD CLUB, da banda Tunng (2020)[42]
- Lyrics for EP Three Feral Pieces por Bonnie "Prince" Billy e Nathan Salsburg (abril 2021)[43]
- All of this Unreal Time (exposição de arte e filmes no Festival Internacional de Manchester, julho de 2021)[44] Escrito por Max Porter, com Cillian Murphy, dirigido por Aoife McArdle, música de Aaron Dessner, Bryce Dessner e Jon Hopkins